# Koenigsegg CC8S
Koenigsegg CC8S — спортивний автомобіль, перший серійний автомобіль компанії Koenigsegg.

## Опис
Автомобіль відповідав усім тогочасним вимогам безпеки та якості. Кузов і шасі виготовлені з композитного матеріалу основою якого є вуглеволокно, це зробило авто повністю стійким до корозії та зменшило вагу, що в поєднанні із потужним двигуном дозволило досягти показників співвідношення маси до потужності у 2,4 кг/кВт, це більше ніж у Bugatti Veyron. Підвіску конструювали інженери, що мали досвід роботи в Формула-1. Koenigsegg не використовує високотехнічні засоби електричного контролю водіння, що зробило CC8S "ближчим до водія" і додатково зекономило масу. Знімний дах автомобіля теж не перевантажений електронікою, прибираєця він вручну шляхом відстібання від цільного корпуса автомобіля та ховання під кришку переднього багажника.
Впродовж 2002 — 2004 років було випущено лише шість автомобілів CC8S, що робить цю модель однією із найрідкісніших серед всього сімейства Koenigsegg. Перший власник Koenigsegg CC8S отримав ключі до свого авто, яке було червоного кольору, На Женевському автосалоні в березні 2002 року.
У 2003 році в CC8S було внесено кілька поліпшень, що стосувалися дизайну та продуктивності, були внесені зміни у роботі підвіски. У цьому ж році Koenigsegg потрапляє в Книгу рекордів Гінеса як найпотужніше дорожнє авто.
Авто мало величезний успіх, і було позитивно оцінене критиками. CC8S став улюбленим суперкаром 2004 року за версією британського автошоу Top Gear.
Зараз власники CC8S мають право провести модернізацію автомобіля на заводі Koenigsegg, де можна оновити гальма, двигун, зчеплення, прилади, деталі інтер'єру, колеса, шини, амортизатори і т.п. до сучаснішого стандарту, але автомобіль буде як і раніше виглядати як CC8S.

## Технічні характеристики

Двигун автомобіля Koenigsegg CC8S

| Продуктивність                                                            | Продуктивність |
| ------------------------------------------------------------------------- | --- |
| Прискорення (0-100 км./год.), с.                                          | до 3,5 |
| Максимальна швидкість, км./год.                                           | 390 |
| Гальмівний шлях (100-0 км./год.), м                                       | 32 |
| Шасі                                                                      | |
| Передня та задня підвіска                                                 | Подвійні поперечні важелі, регульовані газо-гідравлічні амортизатори, стабілізатор поперечної стійкості              |
| Дорожній просвіт                                                          | Електрорегульований                                                                                                  |
| Передні гальма                                                            | Дискові вентильовані діаметром 340 мм шириною 32 мм. Супорити з легкого сплаву, з шістьма поршнями кожен. Підсилювач |
| Задні гальма                                                              | Дискові вентильовані діаметром 315 мм шириною 28 мм. Супорити з легкого сплаву, з чотирма поршнями кожен. Підсилювач |
| Двигун                                                                    | |
| Тип                                                                       | Литий алюмінієвий V8, по 4 клапани та два верхні розподільчі вали на циліндр. карбонова головка клапанів             |
| Об'єм, см3                                                                | 4700 |
| Компресія                                                                 | 8:6:1 |
| Вага, кг                                                                  | 210 |
| Система змазки                                                            | Сухий картер з унікальним охолодженням поршня пилом оливи. Масляний радіатор                                         |
| Тип оливи                                                                 | Синтетична, SAE 5 W/30                                                                                               |
| Місткість бака оливи, л.                                                  | 12 |
| Індукційна система                                                        | Послідовна, багатоточковий впорскування палива                                                                       |
| Нагнітач                                                                  | Тиск нагнітання 1,2 бар. Інтеркулер                                                                                  |
| Паливо                                                                    | Неетилований 98 RON                                                                                                  |
| Вихідна потужність, к. с.                                                 | 655 при 6800 об./хв.                                                                                                 |
| Максимальний обертовий момент, Нм                                         | 750 при 5000 об./хв.                                                                                                 |
| Максимальна кількість обертів колінвала, об./хв.                          | 7300 |
| Витрата пального, л/100км                                                 | 22,3 |
| Трансмісія                                                                | |
| Тип                                                                       | Шестиступенева |
| Привід                                                                    | Задній |
| Розробник                                                                 | Cima |
| Диски                                                                     | |
| Koenigsegg, з магнієвого сплаву з центром блокування                      | |
| Передні                                                                   | 18" Х 9,0" |
| Задні                                                                     | 20" Х 10,5" |
| Шини                                                                      | |
| Michelin Pilot Sport 2 з односпрямованим асиметричним малюнком протектора | |
| Передні                                                                   | 255/40 ZR 18 |
| Задні                                                                     | 335/30 ZR 20 |
| Багажне відділення                                                        | |
| Об'єм, л                                                                  | 120 |